# Gyula Illyés

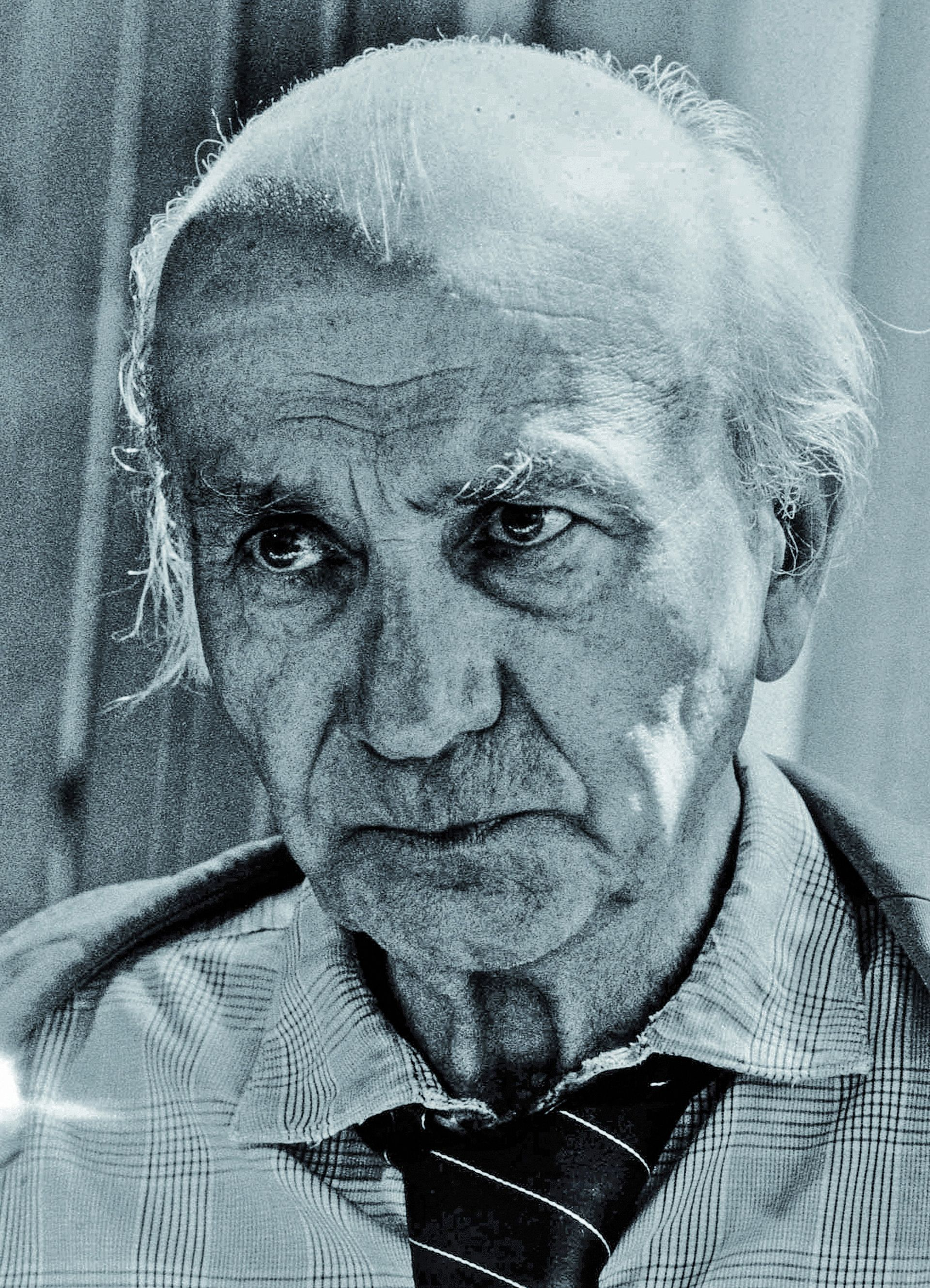
Gyula Illyés, Foto von Bahget Iskander

Gyula Illyés [ˈɟulɒ ˈijːeːʃ] (eigentlich Gyula Illés; * 2. November 1902 in Felső-Rácegrespuszta, Österreich-Ungarn; † 15. April 1983 in Budapest) war ein ungarischer Schriftsteller,  Dichter, Übersetzer und Redakteur.
Illyés war Kossuth-Preisträger und Mitglied der Ungarischen Akademie der Wissenschaften. Er ist außerdem posthum Mitglied der 1998 gegründeten „Digitalen Literatur-Akademie“ (Digitális Irodalmi Akadémia).

## Leben
Sein Vater János Illés (1870–1931), war Gutsmaschinist, seine Mutter hieß Ida Kállay (* 1878; † 1931). Gyula Illyés wurde nach Ferenc und Klára als drittes Kind geboren. Er verbrachte die ersten neun Jahre seines Lebens an seinem Geburtsort im Komitat Tolna. Die ersten vier Jahre der Grundschule besuchte er die Pusztaer Volksschule (1908–1912) und setzte sie nach dem Umzug der Familie nach Simontornya fort, wo er 1913 die fünfte Klasse abschloss. Das Gymnasium besuchte er von 1913 bis 1914 in Dombóvár, danach bis 1916 in Bonyhád. In diesem Jahr ließen sich seine Eltern scheiden und er zog mit seiner Mutter nach Budapest, wo er bis 1917 das Munkácsy Mihály-Gymnasium besuchte. Im Alter von neunzehn Jahren schloss er die Handelsschule in der Izabella utca ab. Von 1918 bis 1919 nahm er an einer Schüler- und Jungarbeiterbewegung am Balaton teil.
Im Dezember 1920 erschien sein erstes Gedicht El ne essél, testvér („Du sollst nicht fallen, Bruder“) anonym in der Népszava („Stimme des Volkes“), der ehemaligen Zeitung der Ungarischen Sozialdemokratischen Partei (MSZDP). Im darauffolgenden Herbst schrieb er sich als Student für die Fächer Ungarisch und Französisch ein. Aus Furcht vor Inhaftierung wegen seiner illegalen Aktivitäten flüchtete er nach Wien und gelangte über Berlin und einen Aufenthalt im Rheinland am 24. April 1922 nach Paris. Nach verschiedenen Gelegenheitsjobs arbeitete er in einer Buchbinderei. Einige Zeit lang war er Student an der Sorbonne. Im Jahr 1923 veröffentlichte er seine ersten Artikel, die Übersetzungen Ék („Zierde“) und Ma („Heute“).
Infolge einer Amnestie kehrte Illyés drei Jahre später in seine Heimat zurück. Zu seinen meist genutzten Foren wurde die von Lajos Kassák herausgegebene Zeitschrift Dokumentum und später die Munka („Arbeit“). Von 1927 bis 1930 arbeitete er als Beamter bei einer Versicherung (Phőnix Biztosító Társaság). Am 16. November 1927 erschien seine erste Kritik im Nyugat, wo er seit 1928 regelmäßig Gedichte und Artikel veröffentlichte. Im gleichnamigen Verlag erschien sein erster Band Nehéz föld. Illyés war mit dem Dichtern und Schriftstellern Attila József, László Németh, Lőrinc Szabó und József Erdélyi befreundet.
Im Jahr 1931 heiratete er die Gymnastiklehrerin Irma Juvancz. Drei Jahre danach trat er auf Einladung zu einem Schriftstellerkongress seine erste längere Reise in die Sowjetunion an. Von 1934 bis 1938 arbeitete er bei der Válasz („Antwort“) mit, 1935 bei der Új Szellemi Front („Neue geistige Front“). Am 15. April 1937 war er Mitbegründer der Márciusi Front („Märzfront“) und beteiligte sich im selben Jahr an der Herausgabe des Nyugat.
Nach der Scheidung von seiner Frau heiratete er Flóra Kozmutza, mit der 1940 er eine Tochter namens Mária hatte. Bis 1944 war Illyés Pressereferent der Ungarischen Nationalbank (Magyar Nemzeti Bank) für landwirtschaftliche Geschäfte mit Frankreich.
Nach dem Tod von Mihály Babits wurde er am 1. Oktober 1941 Herausgeber des Magyar Csillag („Ungarischer Stern“), der in der Nachfolge des Nyugat stand. Ab März 1944 versteckte er sich mit László Németh in Transdanubien und in Budapest. 1945 war er kurzzeitig Mitglied des Parlaments. Ein Jahr später wurde er Leiter der 1939 gegründeten Nationalen Bauernpartei (Nemzeti Parasztpárt). Von Oktober 1946 bis Juni 1949 war er Herausgeber der Válasz. Im Jahr 1945 wurde er in die Ungarische Akademie der Wissenschaften aufgenommen. Dieser Status wurde ihm jedoch 1949, dem Jahr der Machtübernahme der Stalinisten unter Mátyás Rákosi, entzogen. Illyés hatte sich bereits seit 1948 immer mehr aus dem öffentlichen Leben zurückgezogen. Am 31. Oktober 1956, während des Ungarnaufstands, wurde er in das Korps der Bauernpartei gewählt, die auch als „Petőfi-Partei“ bezeichnet wurde.
Am 15. April 1983 starb Illyés in Budapest. Im Jahr 1989 wurde der Ausschluss aus der Akademie der Wissenschaften revidiert.

## Werke
Von seinen Werken sind nur wenige in deutscher Sprache erschienen. Diese sind in der folgenden Auflistung gekennzeichnet.  Die sonstigen Übersetzungen in den Klammern, sind nur sinngemäß und weisen nicht auf existierende Buchtitel hin.
- Nehéz föld (1928) („Schwere Erde“)
- Sarjúrendek (1931)
- Három öreg (1932) („Drei Alte“)
- Hősökről beszélnek (1933) („Sie reden von Helden“)
- Ifjúság (1934) („Jugend“)
- Oroszország (1934) („Russland“)
- Szálló egek alatt (1935) („Herberge unter dem Himmel“)
- Petőfi (1936) („Petőfi. Ein Lebensbild“, 1971 in deutscher Übersetzung erschienen)
- A puszták népe (1936) („Das Pusztavolk. Roman einer Kaste“, 1947 in deutscher Übersetzung erschienen); weitere deutsche Ausgaben, Greno-Verlag, Nördlingen 1985, Reihe Die Andere Bibliothek, und 1999 unter dem Titel "Die Puszta" (Suhrkamp-Verlag)
- Rend a romokban (1937) („Ordnung in den Ruinen“)
- Magyarok (1938) („Magyaren“)
- Külön világban (1939) („In einer anderen Welt“)
- Ki a magyar? (1939) („Wer ist der Ungar?“)
- Lélek és kenyér (1939) („Seele und Brot“)
- Összegyűjtött versei (1940) („Gesammelte Gedichte“)
- Csizma az asztalon (1941) („Stiefel auf dem Tisch“)
- Kora tavasz (1941) („Frühlingszeit“)
- Bartók (1955) („Bartók“)
- Hetvenhét magyar népmese („Siebenundsiebzig ungarische Volksmärchen“)
- Kháron ladikján, (1969) („Im Boot des Charon oder Die schönen alten Jahre“ 1975 bzw. „In Charons Nachen oder Altwerden in Würde“ 1983 in deutscher Übersetzung erschienen)

## Auszeichnungen
- Baumgartner-Preis 1931, 1933, 1934, 1936
- Kossuth-Preis 1948, 1953, 1970
- Attila-József-Preis 1950
- Le Grand Prix International de Poésie 1966
- Knokkei Irodalmi Nagydíj 1966 („Großer Knokke-Preis der Literatur“)
- Tanácsköztársasági Emlékérem 1969 („Erinnerungsmedaille der Ungarischen Räterepublik“)
- Herder-Preis 1970
- Batsányi-Preis 1971
- Ordre des Arts et des Lettres 1971
- Munka Vörös Zászló Érdemrendje 1972 („Verdienstorden der Roten Fahne der Arbeit“)
- A Magyar Népköztársaság Babérkoszorúval Ékesített Zászlórendje („Fahnenorden mit Lorbeerkranz der Ungarischen Volksrepublik“) 1977
- Prix des Amitiés Françaises 1978
- Pro Urbe Pécs 1982
- A Magyar Népköztársaság Rubinokkal Ékesített Zászlórendje („Mit Rubinen verzierter Fahnenorden der Ungarischen Volksrepublik“) 1982
- Mitgliedschaft in der Ungarischen Akademie der Wissenschaften 1945–1949, sowie nach 1989
- Benennung eines Asteroiden nach ihm am 4. November 2024: (206574) Illyés